# Роузмонт (Іллінойс)
Роузмонт (англ. Rosemont) — селище (англ. village) в США, в окрузі Кук штату Іллінойс. Населення — 3952 особи (2020).

## Географія
Роузмонт розташований за координатами 41°59′20″ пн. ш. 87°52′18″ зх. д. / 41.98889° пн. ш. 87.87167° зх. д. (41.988982, -87.871747).  За даними Бюро перепису населення США в 2010 році селище мало площу 4,64 км², уся площа — суходіл.

## Демографія
Згідно з переписом 2010 року, у селищі мешкали 4202 особи в 1652 домогосподарствах у складі 1008 родин. Густота населення становила 905 осіб/км².  Було 1770 помешкань (381/км²).
Расовий склад населення:
| - 78,0 % — білих - 3,4 % — азіатів - 1,7 % — чорних або афроамериканців - 1,1 % — корінних американців - 13,0 % — осіб інших рас |

До двох чи більше рас належало 2,9 %. Частка іспаномовних становила 41,3 % від усіх жителів.
За віковим діапазоном населення розподілялося таким чином: 25,7 % — особи молодші 18 років, 60,8 % — особи у віці 18—64 років, 13,5 % — особи у віці 65 років та старші. Медіана віку мешканця становила 34,4 року. На 100 осіб жіночої статі у селищі припадало 108,5 чоловіків;  на 100 жінок у віці від 18 років та старших — 105,3 чоловіків також старших 18 років.
Середній дохід на одне домашнє господарство  становив 62 889 доларів США (медіана — 48 110), а середній дохід на одну сім'ю — 72 227 доларів (медіана — 58 158). Медіана доходів становила 46 591 долар для чоловіків та 35 744 долари для жінок. За межею бідності перебувало 24,6 % осіб, у тому числі 52,3 % дітей у віці до 18 років та 4,2 % осіб у віці 65 років та старших.
Цивільне працевлаштоване населення становило 2177 осіб. Основні галузі зайнятості: мистецтво, розваги та відпочинок — 20,5 %, виробництво — 14,8 %, транспорт — 13,3 %, освіта, охорона здоров'я та соціальна допомога — 13,2 %.